# Жук, Андрей Сергеевич
Андрей Сергеевич Жук (укр. Андрі́й Сергі́йович Жук; 3 мая 1984, Запорожье — 27 мая 2016, Волновахский район, Донецкая область) — украинский военный, майор Вооруженных сил Украины (посмертно), командир 3-го батальона 72-й отдельной механизированной бригады. Участник войны на востоке Украины. Герой Украины (2019).

## Награды и память
- Звание Герой Украины с вручением ордена «Золотая Звезда» (4 декабря 2019, посмертно) — «за исключительное мужество и героизм, проявленные в защите государственного суверенитета и территориальной целостности Украины, верность военной присяге»[1];
- Орден Богдана Хмельницкого I степени (3 июня 2016, посмертно) — «за личное мужество и высокий профессионализм, проявленные в защите государственного суверенитета и территориальной целостности Украины, самоотверженное служение украинскому народу»[2][3];
- 13 октября 2016 года на фасаде Каменской общеобразовательной школы, где учился Жук, была открыта мемориальная доска[4].